# Кокута
Ко́кута (ест. Kokuta küla) — село в Естонії, у волості Ганіла повіту Ляенемаа.

## Населення
Чисельність населення на 31 грудня 2011 року становила 4 особи.